# Scolecobasidium salinum
Scolecobasidium salinum är en svampart som först beskrevs av G.K. Sutherl., och fick sitt nu gällande namn av M.B. Ellis 1976. Scolecobasidium salinum ingår i släktet Scolecobasidium, divisionen sporsäcksvampar och riket svampar.   Inga underarter finns listade i Catalogue of Life.